# Engager
Die Engager waren eine Gruppierung der schottischen Covenanters, die ein Abkommen, ein sogenanntes The Engagement, mit König Karl I. im Dezember 1647 trafen, während der König in Carisbrooke Castle nach seiner Niederlage im Ersten Englischen Bürgerkrieg von den englischen Parlamentariern gefangen halten wurde.

## Verlauf
Die Covenanter, eine nationale presbyterianische Bewegung, regierten von 1639 bis 1651 Schottland. Sie unterstützten im ersten Englischen Bürgerkrieg die Englischen Parlamentarier, weil das Lange Parlament ihrerseits dem Vertrag Solemn League and Covenant zustimmte, der die Einführung der Kirche in Schottland vorsah und Reformen in England versprach in Übereinstimmung mit dem Wort Gottes und als Beispiel der reformiertesten Kirchen. Nach dem Sieg der englischen Parlamentarier befürchteten sie jedoch die Zweitrangigkeit, – insbesondere die radikaleren Independents, die sich als Unteroffiziere und Mannschaften in der New Model Army streng verpflichtet fühlten und zu deren Größen auch Oliver Cromwell zählte.
Als Ergebnis unterzeichneten 1647 einige ihrer Mitglieder aus der Generalversammlung einen Geheimvertrag mit Karl I., der als The Engagement bekannt wurde und Karl I. für die Einführung des Presbyterianismus in England für einen Probezeitraum von drei Jahren die militärische Unterstützung der Covenanter vorsah.
Nicht alle Covenanter waren mit dem Engagement einverstanden und eine große Gruppierung, die als Kirk Party bekannt war und stark dem Einfluss von Archibald Campbell, 1. Marquess of Argyll stand, war dagegen, weil der König  die Covenanter nicht ernst nahm und sie eine Nichteinhaltung des Vertrages befürchteten, wenn er an die Macht käme. Die Gruppierung, die das Engagement unterstützten, wurden als die Engagers bekannt. Sie manövrierten die Kirk Party aus und organisierten für den Feldzug eine Armee. Weder die erfahrenen schottischen Generäle Lord Leven oder David Leslie waren bereit die Armee zu führen, standen sie auf der Seite von Argyll und so wurde der Oberbefehl dem wenig erfahrenen Duke of Hamilton übertragen.
Die Armee fiel in England ein, um den Vertrag zu erfüllen und zu bekräftigen, wurde aber von Cromwell in der Schlacht von Preston (1648) aufgehalten und besiegt während Karl I. 1649 hingerichtet wurde. Diese Niederlage brachte die Partei der Engager in Misskredit. Die radikaleren Covenanter in der Kirk Party, bestanden darauf, dass jedes Abkommen mit dem König oder einem anderen in Zukunft in ihren Bestimmungen von der Öffentlichkeit bestätigt und ein geheimes Versprechen von Zugeständnissen in der Zukunft ausgeschlossen werden müsse. Karl II. erklärte sich mit ihren Forderungen im Vertrag von Breda 1650 einverstanden, jedoch machte seine Niederlage in der Schlacht von Worcester 1651 durch Oliver Cromwell alle Vereinbarungen zunichte, die der König mit den Covenanter getroffen hatte. Später behauptet Karl II., dass der Presbyterianismus sei keine Religion für einen Gentleman.

## Quelle
- Das Engagement zwischen dem König und den Schotten (engl.).